# Somewhere someone
Somewhere someone is een lied van de gelegenheidsformatie Major Dundee & Pussycat uit 2005.
Beide countrybands brachten dit nummer in dit jaar gezamenlijk uit op een cd-single. Op nummer twee van de cd-single staat het nummer Slow train.
Daarnaast verscheen het op het album Young gods (2005) waarop Major Dundee meer gelegenheidsformaties aanging, zoals met Ruud Hermans (ex-The Tumbleweeds) en Henk Wijngaard.